# 英國海事與海岸警衛署
英國海事與海岸警衛署 （英語：Maritime and Coastguard Agency，通常叫作）是負責實施英國及國際海商法的英國政府行政機構，並協調英國沿海岸搜索及拯救工作。
工作包括：
- 透過英國海岸警衛隊（HMCG）協調英國搜索及拯救行動
- 確保駛入英國水域的各船隻符合英國及國際安全標準
- 監測及防止英國近岸水質污染、及
- 擔任英國商船隊（英语：Merchant navy）船長和船員合格證明書的測試、簽發組織。

海事與海岸警衛署實行三大獨特元點 - 透過屬下海岸警衛隊安排搜索及拯救和其水上安全行動、管理英國船舶註冊、及向國際海事組織提供海事標準發展的意見。
該署提供一系列自動識別系統（AIS）網絡，實時監察和追蹤聯合王國沿海岸船隻動向，供鄰近船舶及岸上的AIS基地台等接收。
該署的格言是"Safer Lives, Safer Ships, Cleaner Seas".

## 外部連結
- 英國海事與海岸警衛署官方網站 （页面存档备份，存于）